# Portugal nos Jogos Paralímpicos de Verão de 1972
Portugal teve a sua primeira participação nos Jogos Paralímpicos na edição de 1972, realizados na cidade de Heidelberg, na então Alemanha Ocidental, entre os dias 2 e 11 de agosto de 1972.
O país competiu representado por 11 paratletas da equipa masculina de Basquetebol em Cadeira de Rodas. Os atletas eram do Hospital Ortopédico de Santana e do Centro de Medicina de Reabilitação do Hospital de Alcoitão.